# 康龙日追
康龙日追，位于西藏自治区拉萨市林周县江热夏乡姑吉村，是一座藏传佛教寺院。

## 简介
康龙日追位于西藏自治区拉萨市林周县江热夏乡姑吉村，为藏传佛教寺院。
2012年，该寺的僧人洛桑次仁被评为西藏自治区爱国守法先进僧尼。